# Flop (película)
Flop es una película argentina biográfica y de comedia dramática de 1990 dirigida por Eduardo Mignogna, según su propio guion escrito en colaboración con Graciela Maglie. Es protagonizada por Víctor Laplace, Federico Luppi,  Enrique Pinti e Inda Ledesma. Se estrenó el 30 de agosto de 1990.
La película, basada en la vida de Florencio Parravicini, está dedicada al mismo, junto «a Alberto Olmedo, Olinda Bozán y a todos los comediantes».

## Sinopsis
Se narra la vida de Florencio Parravicini, uno de los primeros aviadores del país, que luego de despilfarrar su fortuna trabajó como tirador profesional, actor, monologuista y zarzuelero en la primera mitad del siglo XX.

## Reparto
- Víctor Laplace … Florencio Parravicini
- Federico Luppi	...	Grimlat
- Enrique Pinti	...	Comparatti
- Inda Ledesma	...	Interlocutor
- Leonor Manso	...	Rosino
- Dora Baret	...	Teresa
- Cecilia Rossetto	...	La Esparraga
- Walter Santa Ana	...	el Coronel
- Lidia Catalano	...	Imperia
- Miguel Ángel Zotto
- Lucrecia Capello
- Miguel Dedovich
- Marcos Woinski
- Márgara Alonso
- Alejandra De Vincenzo …Extra
- Cecilia Edith Lazarte …Extra
- Juan Agustín Albrichi …Extra
- Alfredo Suárez
- Milena Plebs
- Liliana Silva …Extra
- Mauricio Báez
- Divino Vivas

## Premios
Víctor Laplace fue galardonado con el Premio Cóndor de Plata al Mejor actor por este filme.

## Comentarios/Crítica
- Adriana Schettini en Página 12 escribió:

«Aparecer como mentiroso cuando se está diciendo la verdad. He aquí la trampa que Mignogna tiende al público, y en la que -por mandato del gran guion de la condición humana- cae el cineasta…La ficción necesariamente tiene forma de sinfín.»

- La Voz del Interior dijo:

«Mignogna ha redondeado un film vanguardista, no sólo dentro del cine sino del más vasto contexto de la idiosincrasia rioplatense.»

- Claudio España en La Nación opinó:

«Entre la parodia y el grotesco, Flop juega al cine y al teatro.»

- César Magrini en El Cronista Comercial dijo:

«Noble, digno y ejemplarizante film, que rescata de paso un trozo de nuestro pasado, sus usos, sus costumbres, por nosotros… y cumplido homenaje a una de las figuras más populares… de nuestra escena.»